# A Night at the Open Door
A Night at the Open Door è un CD di Tony Fruscella, pubblicato dalla Jazz Factory Records nel 1999.
È la performance dal vivo completa del trombettista al Open Door di New York effettuata circa nella metà del 1953.

## Tracce
1. Bernie's Tune – 9:17 (Bernie Miller, Jerry Leiber, Mike Stoller)
2. Loverman – 6:42 (Jimmy Davies, Roger, Sherman, Ramirez)
3. Night in Tunisia – 8:35 (Dizzy Gillespie, Frank Paparelli)
4. Sometimes I'm Happy – 9:34 (Vincent Youmans, Irving Caesar)
5. Blue Lester – 10:35 (Lester Young)
6. Hackensack – 10:21 (Thelonious Monk)
7. Imagination – 5:37 (Johnny Burke, Jimmy Van Heusen)
8. Donna – 5:18 (Jackie McLean)

Durata totale: 65:59
- Il brano Bernie's Tune nelle note del Cd è attribuito a Bernie Miller, Leiber e Stoller, in altre numerose fonti gli autori indicati sono Bernie Miller e Bobby Lehman.
- Il brano Loverman nelle note del Cd gli autori riportati sono Davies, Roger, Sherman, Ramirez, nella maggioranza delle fonti è attribuito a Roger Ram Ramirez, Jimmy Davis e Jimmy Sherman.
- Il brano Hackensack (anche intitolato Rifftide) sul Cd porta la firma di Thelonious Monk, in altre fonti la paternità è attribuita a Coleman Hawkins.

## Musicisti
- Tony Fruscella - tromba
- Brew Moore - sassofono tenore
- Bill Triglia - pianoforte
- Teddy Kotick - contrabbasso
- Art Mardigan - batteria[1]